# Михновский сельский совет (Лубенский район)
Михновский сельский совет (укр. Михнівська сільська рада) входит в состав Лубенского района Полтавской области Украины.
Административный центр сельского совета находится в с. Михновцы.

## Населённые пункты совета
- с. Михновцы
- с. Вязовок
- с. Александровка
- с. Пятигорцы
- с. Терны